# Сотникова, Аделина Дмитриевна
Адели́на Дми́триевна Со́тникова (род. 1 июля 1996, Москва, Россия) — российская фигуристка, выступавшая в одиночном катании. Первая в российской истории олимпийская чемпионка (2014) в женском одиночном катании в индивидуальном зачёте. Двукратный серебряный призёр чемпионатов Европы (2013 и 2014 годов), чемпионка мира среди юниоров 2011 года, четырёхкратная чемпионка России (2009, 2011, 2012 и 2014 годы), серебряный медалист первых юношеских Олимпийских игр. Заслуженный мастер спорта России.
Сотникову называли «вундеркиндом» в фигурном катании в связи с тем, что уже в 13 лет она исполняла два чрезвычайно сложных каскада в одной программе: тройной лутц — тройной риттбергер и тройной сальхов — тройной риттбергер.

## Биография
Родилась 1 июля 1996 года в Москве. Прадед Аделины — Герой Советского Союза, лётчик-истребитель Александр Васильевич Кочетов. Отец — сотрудник полиции, работал в уголовном розыске, затем — в дежурной части.
В апреле 2024 года вышла замуж за теннисиста Дмитрия Попко, с которым несколько лет встречалась. А ещё раньше, 30 октября 2022 года, у пары родился сын Адриан.

## Спортивная карьера
Начала кататься в возрасте 4 лет на катке «Южный» в Москве, около своего дома. Её первым тренером была Анна Патрикеева.
Когда ей было восемь лет, перешла в ЦСКА. В 2004 году с Сотниковой стала работать тренер Елена Буянова (Водорезова).
В 2008 году Сотникова выиграла чемпионат России; полученное за победу денежное вознаграждение (10 тыс. рублей), как и заработанные в дальнейшем на льду деньги, потратила на лечение младшей сестры, страдающей от врождённого заболевания. Сотникова повторила при этом достижение своей наставницы Елены Водорезовой, ставшей чемпионкой СССР также в 12 лет (1976 год). Однако в те времена не существовало возрастных ограничений, и Водорезова участвовала после победы в чемпионате Европы. Таким образом, Сотникова не могла участвовать в турнирах Международного союза конькобежцев вплоть до сезона 2010/11. Месяц спустя, в январе 2009 года, Сотникова выиграла и чемпионат России среди юниоров. После победы она пообещала Владимиру Путину выиграть Олимпиаду и сдержала своё слово спустя 5 лет.
В следующем сезоне последовал спад: Сотникова заняла 4-е место на чемпионате России и только 6-е на юношеском первенстве России.

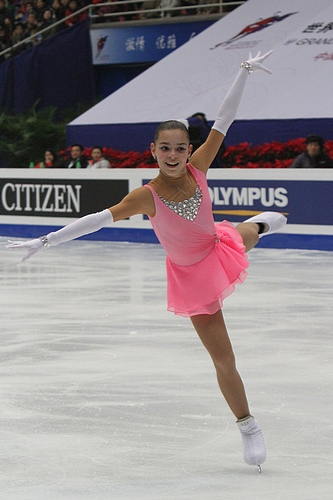
Сотникова в 2010 году

Свой первый международный турнир, этап юниорской серии Гран-при 2010—2011 в Австрии, Сотникова выиграла, опередив ближайшую соперницу, американку Кристину Гао, более чем на 10 баллов. Причём её оценка, 178,97 баллов, оказалась всего на 0,27 меньше наивысшей, когда-либо полученной одиночницей на юниорских соревнованиях (Мао Асада, чемпионат мира среди юниоров 2005) ИСУ. Юниорский финал Гран-при она выиграла, лидируя в обеих программах, причём в произвольной выполнила сложнейший каскад тройной лутц — тройной риттбергер и все три вращения наивысшего 4 уровня. В конце декабря 2010 года Сотникова второй раз завоевала золото национального чемпионата, а в феврале 2011 выиграла свой дебютный чемпионат мира среди юниоров, обыграв другую россиянку — Елизавету Туктамышеву.
В соответствии с правилами ИСУ Сотникова смогла участвовать во «взрослых» чемпионатах мира и Европы с 2013 года, однако она имела право принять участие в серии Гран-при сезона 2011—2012. Она была заявлена на турниры Cup of China 2011 и Cup of Russia 2011, и завоевала на этих соревнованиях две бронзовые медали. В финал серии Гран-при она не прошла, оставшись первой запасной. В декабре 2011 года Сотникова впервые выиграла «взрослый» международный турнир — Золотой конёк Загреба, а позже завоевала свой третий национальный чемпионский титул
В 2012 году Сотникова была включена в сборную страны для участия в I юношеских Олимпийских играх в Инсбруке, на которых завоевала серебряную медаль.
Во время своего дебюта на европейском чемпионате 2013 года Сотникова с суммой баллов 193,99 стала серебряным призёром, проиграв только действующей чемпионке мира Каролине Костнер, набравшей 194,71 балла. На чемпионате Европы 2014 года вновь стала серебряным призёром, проиграв лишь соотечественнице Юлии Липницкой.
В 2013 году Сотникова окончила экстерном среднюю школу и поступила на заочное отделение РГУФК (специальность — тренер по фигурному катанию), который окончила в 2018 году.
3-4 октября 2014 года приняла участие в театрализованных онлайн-чтениях «Каренина. Живое издание».
С февраля 2021 года — колумнист спортивного издания «Спорт-Экспресс».

### Олимпиада 2014

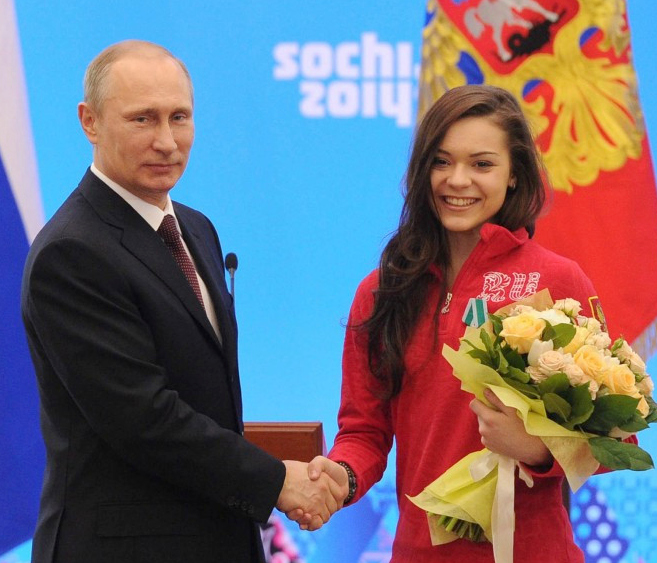
Владимир Путин награждает Аделину Сотникову орденом Дружбы после победы на Олимпийских играх в Сочи

На Олимпиаде 2014 года в Сочи Сотникова не участвовала в командном турнире, но в короткой программе основного турнира (у Сотниковой она называлась «Кармен» и, по словам самой спортсменки, была очень эмоциональной и горячей) она стала второй, пропустив вперёд Ким Ён А на 0,28 баллов, а в произвольной программе стала первой и выиграла Олимпиаду. Общий балл по сумме короткой и произвольной программ — 224,59. Значимость полученной Сотниковой золотой медали тем более высока, что до неё за всю историю Олимпийских игр представительницы СССР или России ни разу не получали высшей награды в женском одиночном катании.
Сотникова исполнила технически сложную произвольную программу (называвшуюся «Рондо каприччиозо» и выдержанную в спокойном и романтичном стиле) с ошибкой при выполнении каскада, получив высокие баллы за вращение четвёртого уровня сложности и преимущество в каскадах и количестве тройных прыжков. За менее сложную программу её основная соперница из Кореи получила меньшее количество баллов. Например, тройной флип Сотниковой с базовой стоимостью 5,30 был оценён судьями на 6,80, в то время как у Ён А Ким — 6,50. Адам Лейб, тренер и технический специалист Федерации фигурного катания США, считал победу российской спортсменки результатом включения в программу более сложных элементов. Российский тренер Алексей Мишин полагал, что хореографические и декорирующие элементы, передающие «стиль и дух», были лучше выполнены Сотниковой.
По мнению ряда экспертов и спортсменов, судейство не было объективным. В подтверждение они указывали на то, что судей — представителей Южной Кореи и США, оценивавших короткую программу, заменили в произвольной программе граждане Украины и России (причём в качестве судьи из России выступала Алла Шеховцова — супруга В. Н. Писеева, генерального директора Федерации фигурного катания России). Против итогового судейства выступили более 2 миллионов человек, подписавших петицию к Международному союзу конькобежцев (ISU) на Change.org. Вице-президент ФФККР и председатель технического комитета ISU Александр Лакерник отметил, что никакими правилами не запрещено обслуживание международных соревнований со стороны родственников спортивных функционеров.
Через 2 месяца после Олимпиады Федерация фигурного катания Кореи подала протест на судейство произвольной программы, в ответ представители Международного союза конькобежцев заявили, что не получали официальных уведомлений о необходимости пересмотра оценок или расследования судейства, и, более того, по правилам ISU любая жалоба такого рода должна быть оформлена в течение 30 минут после оглашения оценок. Помимо этого, в отношение системы судейства на официальном сайте ISU было сообщено, что «все судьи в мероприятии представляют разные федерации» и они «исключены производить окончательный счёт», за который отвечает «группа технических экспертов» Международного союза конькобежцев, что обеспечило высокое качество системы судейства на Олимпийских играх в Сочи. В свою очередь, пресс-атташе Международного олимпийского комитета Марк Адамс заявил, что представители Кореи «не просят провести какое-то расследование. Это просто письмо с протестом».

### Сезон 2014/2015
На чемпионате мира 2014 года Сотникова не выступала. Она собиралась выступать на этапах серии Гран-при по фигурному катанию, но получила травму ноги. Также фигуристка не смогла принять участие в чемпионате России и в чемпионате Европы 2015.
В феврале 2015 года Сотникова приняла участие в телепроекте «Танцы со звёздами» на канале «Россия-1» в паре с танцором Глебом Савченко. Пара заняла 2-е место (уступив Ирине Пеговой и Андрею Козловскому), завоевав при этом приз зрительских симпатий.

### Сезон 2015/2016
Сотникова полноценно вернулась на международный уровень на международном турнире Мордовские узоры в Саранске: она в жёсткой борьбе сумела завоевать второе место на этом турнире. Лидировала после короткой программы (в ней она превзошла свои прежние спортивные достижения). Однако уже на этапе Гран-при в России её выступление было завершено на третьем месте. На национальном чемпионате заняла шестое место. Вошла в состав сборной в качестве запасной.

### Сезон 2016/2017
С 1 октября по 24 декабря 2016 года Сотникова принимала участие в шоу «Ледниковый период 2016» на Первом канале в паре с Александром Соколовским, в котором пара победила.
4 апреля 2017 года стало известно, что Сотникова прекратила сотрудничество с Еленой Буяновой. Новым тренером стал Евгений Плющенко. Работала с Плющенко до конца 2018 года, потом вернулась к Буяновой, при этом продолжает выступать в шоу Плющенко и других шоу.
2 марта 2020 года Аделина Сотникова заявила о завершении карьеры. Последний раз в профессиональных соревнованиях участвовала в сезоне 2015/2016, но об окончательном решении закончить профессиональную карьеру объявила только в 2020 году после перенесенной операции на позвоночнике.

## Общественная деятельность
18 марта 2022 года выступила в «Лужниках» на митинге-концерте в честь годовщины аннексии Крыма Россией под названием «Za мир без нацизма! Zа Россию! Zа Президентa».
В 2022 году, на шестом месяце беременности, вместе с матерью ездила на Донбасс — под Луганск на праздник спорта с целью «поддержки детей».
В 2022 году Украина ввела персональные санкции против Сотниковой за поддержку российского вторжения на Украину.

## Программы
| Сезон     | Короткая программа                                                                         | Произвольная программа                                                                              | Показательные выступления                          |
| --------- | ------------------------------------------------------------------------------------------ | --------------------------------------------------------------------------------------------------- | -------------------------------------------------- |
| 2016/2017 | - «Suite Festiva» хореограф Пётр Чернышёв                                                  | - «Never Meant to Belong» хореограф Пётр Чернышёв                                                   |                                                    |

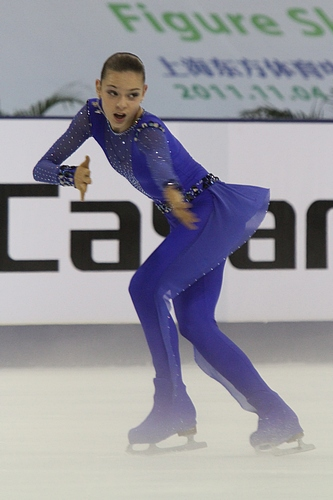
Аделина Сотникова на Кубке Китая 2011

| 2015/2016 | - «Historia de un amor» - «Latin Selection» хореограф Ирина Тагаева, Пётр Чернышёв         | - «Je suis Malade» Лара Фабиан хореограф Ирина Тагаева                                              | - «Лебединое озеро» в исполнении Дэвид Гарретт     |
| 2014/2015 | - «Лебединое озеро» в исполнении Дэвид Гарретт                                             | - «Je suis Malade» Лара Фабиан                                                                      |                                                    |
| 2013/2014 | - «Habanera» (из оперы «Кармен») Жорж Бизе хореограф Пётр Чернышёв                         | - «Интродукция и Рондо каприччиозо для скрипки с оркестром» Камиль Сен-Санс хореограф Пётр Чернышёв | - «Oblivion» Астор Пьяццола                        |
| 2012/2013 | - «Испанское каприччио» Николай Римский-Корсаков хореограф Елена Буянова, Татьяна Тарасова | - «At Last Blues» (из фильма «Бурлеск») Кристина Агилера хореограф Елена Буянова, Татьяна Тарасова  | - «Welcome to Burlesque» (из фильма «Бурлеск») Шер |
| 2011/2012 | - «Болеро» Морис Равель                                                                    | - «Грёзы любви» Ференц Лист                                                                         | - «Hernando's Hideaway»                            |
| 2010/2011 | - «Фрагменты из вальсов» Иоганн Штраус                                                     | - «Интродукция и Рондо каприччиозо для скрипки с оркестром» Камиль Сен-Санс                         | - «Лебединое озеро» П. И. Чайковский               |
| 2009/2010 | - «Фрагменты из вальсов» Иоганн Штраус                                                     | - Музыка из сюиты «Шехеразада» Николай Римский-Корсаков                                             | - «Waltzes» Иоганн Штраус                          |
| 2008/2009 | - «Восточные мелодии                                                                       | - Музыка из балета «Лебединое озеро» П. И. Чайковский                                               | - «Hernando's Hideaway»                            |
| 2007/2008 |                                                                                            | - «Malagueña» Эрнесто Лекуона                                                                       |                                                    |

## Спортивные достижения
| Соревнования                              | 2007/2008     | 2008/2009     | 2009/2010     | 2010/2011     | 2011/2012     | 2012/2013     | 2013/2014     | 2014/2015     | 2015/2016     |
| Международные                             | Международные | Международные | Международные | Международные | Международные | Международные | Международные | Международные | Международные |
| ----------------------------------------- | ------------- | ------------- | ------------- | ------------- | ------------- | ------------- | ------------- | ------------- | ------------- |
| Зимние Олимпийские игры                   |               |               |               |               |               |               | 1             |               |               |
| Чемпионаты мира                           |               |               |               |               |               | 9             |               |               |               |
| Командные чемпионаты мира                 |               |               |               |               | 5/4           | 4/4           |               |               |               |
| Чемпионат Европы                          |               |               |               |               |               | 2             | 2             |               |               |
| Финалы Гран-при                           |               |               |               |               |               |               | 5             |               |               |
| Этапы Гран-при. Cup of Russia             |               |               |               |               | 3             | 5             |               | WD            | 3             |
| Этапы Гран-при. Cup of China              |               |               |               |               | 3             |               | 2             |               |               |
| Этапы Гран-при. NHK Trophy                |               |               |               |               |               |               |               | WD            |               |
| Этапы Гран-При. Trophée Eric Bompard      |               |               |               |               |               |               | 2             |               |               |
| Этапы Гран-при. Skate America             |               |               |               |               |               | 3             |               |               |               |
| Nebelhorn Trophy                          |               |               |               |               |               | 2             |               |               |               |
| Золотой конёк Загреба                     |               |               |               |               | 1             |               |               |               | 6             |
| Japan Open                                |               |               |               |               |               |               | 4             |               | 4             |
| Международные среди юниоров               |               |               |               |               |               |               |               |               |               |
| Зимние юношеские Олимпийские игры         |               |               |               |               | 2             |               |               |               |               |
| Финалы юниорского Гран-при                |               |               |               | 1             |               |               |               |               |               |
| Этапы юниорского Гран-при. Великобритания |               |               |               | 1             |               |               |               |               |               |
| Этапы юниорского Гран-при. Австрия        |               |               |               | 1             |               |               |               |               |               |
| Чемпионаты мира среди юниоров             |               |               |               | 1             | 3             |               |               |               |               |
| Национальные                              |               |               |               |               |               |               |               |               |               |
| Чемпионаты России                         |               | 1             | 4             | 1             | 1             | 3             | 1             |               | 6             |
| Первенство России среди юниоров           | 10            | 1             | 6             |               |               |               |               |               |               |
| Мордовские узоры                          |               |               |               |               |               |               |               |               | 2             |
| Этапы Кубка России. I этап                | 2 юн.         | 2 юн.         |               |               |               |               | 1             |               |               |
| Этапы Кубка России. II этап               |               |               | 1             |               |               |               |               |               |               |
| Этапы Кубка России. III этап              |               |               |               |               | 1             |               |               | 1             |               |
| Этапы Кубка России. IV этап               |               | 1             | 1             | 1             |               |               |               |               |               |

## Награды и спортивные звания
- Орден Дружбы (24 февраля 2014) — за большой вклад в развитие физической культуры и спорта, высокие спортивные достижения на XXII Олимпийских зимних играх 2014 года в городе Сочи[50][51].
- Медаль «За укрепление боевого содружества» (Минобороны, 2014 год) — за большой вклад в развитие физической культуры и спорта, высокие спортивные достижения на XXII Олимпийских зимних играх 2014 года[52]
- Заслуженный мастер спорта России (20 февраля 2014 года)[53].
- Мастер спорта России международного класса (14 февраля 2012 года)[54].